# Istočno Sarajevo
Istočno Sarajevo (česky doslovně Východní Sarajevo, v srbské cyrilici Источно Сарајево) je město v Bosně a Hercegovině, které patří k Republice srbské. Žije v něm 61 516 obyvatel a zaujímá plochu 1426 km², je jedním z šestnácti bosenských měst, která mají status službeni grad. 

## Administrativní členění
Město je tvořeno šesti opštinami: Istočno Novo Sarajevo, Istočna Ilidža, Pale, Istočni Stari Grad, Trnovo a Sokolac. 

## Obyvatelstvo
Srbové tvoří podle sčítání lidu v roce 2013 více než 94 % obyvatel, většina z nich se hlásí k pravoslavné církvi. 2 429 obyvatel se přihlásilo k bosňácké a 442 k chorvatské národnosti.

## Geografie
Východním Sarajevem protékají řeky Željeznica a Miljacka, přítoky Bosny. Terén je převážně hornatý, nejvyšším vrcholem je Treskavica (2088 m n. m.). Na území města se nachází středisko zimních sportů Jahorina, které hostilo Zimní olympijské hry 1984. Sídlí zde fotbalový klub FK Slavija Sarajevo. Největším zaměstnavatelem je firma Famos vyrábějící automobilové motory, v roce 1992 vyčleněním z Univerzity v Sarajevu vznikla v Pale Univerzita ve Východním Sarajevu.

## Historie

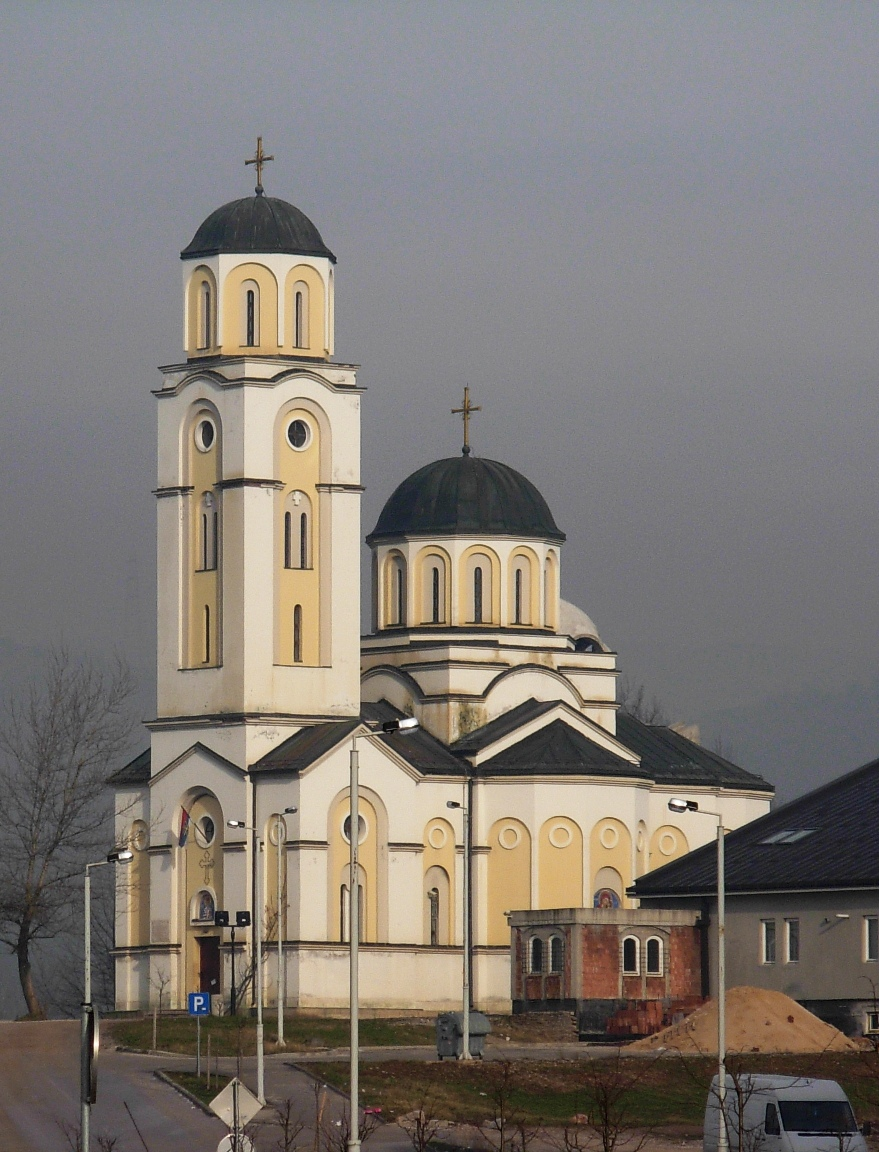
Chrám sv. Vasilije Ostrožského v lokalitě Istočna Ilidža.

Město bylo ustanoveno počátkem devadesátých let, kdy se v důsledku války v Bosně a Hercegovině od hlavního města Sarajeva odtrhla jeho východní předměstí, v nichž žili převážně Srbové. Vznik nové obce byl dojednán v zastupitelstvu místní části Lukavica hlavního města Sarajeva v létě 1992, na počátku války v Bosně a Hercegovině. Spolu s okolními osadami, z nichž nejvýznamnější bylo sídlo separatistické bosenskosrbské vlády Pale, vytvořila nové město Srpsko Sarajevo. Jasné hranice Východního Sarajeva určila až Daytonská dohoda v závěru roku 1995. Území města se podstatným způsobem zmenšilo, neboť v mezinárodní dohodě nebyly zahrnuty do území Východního Sarajeva územní zisky bosenskosrbských ozbrojenců z války. Hranice města byly v roce 2001 ještě později upraveny, neboť v lokalitě Lukavica procházely skrz jednotlivé bytové domy, což se pro místní obyvatelstvo ukázalo být nepraktické. V roce 2004 nařídil Ústavní soud Bosny a Hercegoviny přijetí nového názvu, který není diskriminující vůči žádnému etniku. Vzhledem ke své genezi Istočno Sarajevo nemá historické centrum a je tvořeno moderními sídlišti nebo příměstskými satelity. Radnice sídlí ve čtvrtí Lukavica.
V 21. století investovala Republika srbská nemalé prostředky[zdroj?] do rozvoje Východního Sarajeva a výstavby nových obytných budov i veřejných staveb tak, aby došlo k rozvoji města. Sídlí zde řada institucí Republiky srbské, jako např. Správa civilní obrany, Obvodní soud, Obvodní státní zastupitelství, Červený kříž, Správa lesů Republiky srbské a tisková agentura SRNA. Ačkoliv by mělo být Východní Sarajevo oficiálním hlavním městem Republiky srbské dle Ústavy republiky, je většina institucí dislokována v Banja Luce.

## Samospráva
Město má vlastní zastupitelstvo (srbsky Skupština grada), která má 31 členů, dále radu města a starostu.

## Doprava
Hlavní silniční tahy, které procházejí Východním Sarajevem jsou z historických hledisek orientovány směrem k hlavnímu městu Sarajevu. Silnice M18 sem směřuje z Trnova z jihu. Samotné hlavní autobusové nádraží se ve Východním Sarajevu nachází přímo na jeho západním okraji, při vnitrobosenské hranici. Slouží pro spoje ze Srbska, které většinou do Federace Bosny a Hercegoviny nezajíždějí. S hlavním městem Sarajevem je v Lukavici Východní Sarajevo spojeno souvislou zástavbou a řadou ulic. Významné jsou rovněž i ulice, které směřuji podle vnitrobosenské hranice do Pale především územím Republiky srbské, případně částečně zasahují na území Federace Bosny a Hercegoviny.
Istočno Sarajevo není napojené na železniční síť Republiky srbské. Přes část území města nicméně v minulosti vedla úzkorozchodná železnice směrem do Pale a Višegradu. 
Mezinárodní Letiště Sarajevo se nachází přímo za vnitrobosenskou hranicí. 
Městskou dopravu na území Východního Sarajeva zajišťují pouze autobusy, které spojují Lukavici s Pale. 

## Školství
Po skončení války v Bosně a Hercegovině byla ve východním Sarajevu vystavěna základní škola sv. Sávy, kde se učí několik set dětí.